# Jael Uribe
Jael Elizabeth Uribe Medina, connue aussi comme Jael Uribe (née à Saint-Domingue en République dominicaine le 10 février 1975) est la présidente du Movimiento Mujeres Poetas Internacional (MPI, Mouvement international des femmes poètes) et la fondatrice du Festival international de poésie et d'arts Cri de femme (Grito de Mujer) en hommage au femmes et contre la violence qui leur est faite. Le festival Cri de femme a été célébré mondialement dans plus de 70 pays depuis 2011.
La poésie de Jael Uribe a été décrite comme une chanson plurielle de par sa singularité en tant que femme. Comme une chanson à ce cri intérieur de toutes les femmes qui ne peuvent l'écrire ou le crier, c'est une chanson à cette mort du silence, de l'injustice, des dépendances ; et, précisément, une « renaissance des cendres », comme le Phénix. 

## Biographie
Elle est diplômée en arts publicitaires, avec un diplôme en relations publiques et communication corporative, et une Master en Design et édition et Publications électroniques à l'Institut de Design à Barcelone. Elle est aussi plasticienne et disegnatrice graphique. Elle écrit de la poésie et de la prose dès son âge précoce et s’est dédiée au développement de projets culturels promouvant la poésie contemporaine féminine et à des projets qui valorisent les femmes à niveaux internationale. Elle n'est pas seulement une écrivaine et poétesse dominicaine, mais aussi une militante de l'égalité de droits entre des femmes et des hommes.

## Œuvres
- De la Muerte al Fénix (De la mort au phénix), 2016[3].
- Jael Uribe : Selección de Poesía Ing/Esp (Selection de poésie ang/esp), 2018[4].

Anthologies
- Somos el GRITO: Antología Internacional de voces femeninas (Nous sommes le CRI : Anthologie internationale des voix féminines), 2020[5].
- Muñecas: Antología Internacional contra el abuso infantil (Poupées : Anthologie internationale contre la maltraitance des enfants), 2019[6].
- Faros de Esperanza: Antología Internacional en homenaje a las madres del mundo cuyas hijas han sido víctimas de feminicido (Balises d’espoir : Anthologie internationale en hommage aux mères du monde avec des filles victimes de féminicide), 2018[7].
- Grito de Mujer: Antología Internacional de Mujeres Poetas (Cri de Femme : Anthologie international des femmes poètes), 2015.
- Antología Internacional de Mujeres Poetas : Soy Mujer (Je suis femme : Anthologie internationale des femmes poètes), 2010.

## Distinctions
- Reconnaissance pour son travail par l'Assemblée de New York aux États-Unis (2020)
- Poète Internationale Lauréate 2018-2019 (Connecticut, États-Unis)
- Elle a été incluse dans le magazine Forbes LATAM, comme l'une des « personnes les plus créatives d'Amérique latine » (Mexique 2018[8])
- Elle a reçu à Oslo le prestigieux prix « Liberté d'expression 2016 » (Ytringsfrihetsprisen) par l'Union Norvégienne des Auteurs avec le soutien du Ministère de Culture norvégien[9]
- Prix Vicente Rodríguez-Nietzsche de Poésie du Festival International de Poésie de Porto Rico (2016[10])
- Elle a reçu la nomination au Prix Femme de l'année du journal dominicain Diario Libre (2015[11]).